# Flughafen Le Mans

i7
i11
i13
Der Aéroport du Mans oder auch Aéroport Le Mans-Arnage und bisweilen auch Aérodrome des Raineries ist ein kleiner französischer Flughafen. Er liegt in der Region Pays de la Loire im Département Sarthe rund fünf Kilometer südlich von Le Mans, teilweise schon auf dem Gebiet der Nachbargemeinde Arnage. Er dient hauptsächlich der allgemeinen Luftfahrt.
Am betriebsamsten ist der Flughafen alljährlich anlässlich des 24-Stunden-Rennens von Le Mans.

## Geschichte
Der heutige Flughafen datiert aus den 1930er Jahren, wobei die Geschichte der Fliegerei in Le Mans jedoch eng mit den frühen Pionieren des Motorflugs verbunden.
Es war auf dem Areal des Hippodromes des Hunaudières, wo Wilbur Wright knapp fünf Jahre nach dem mutmaßlich ersten Flug eines Wright-Flyers in Kitty Hawk am 8. August 1908 seinen ersten Motorflug in Europa durchführte. Noch im gleichen Monat verlegten die Wrights ihre Flüge auf das Gelände des Militärlagers Camp de Auvours einige Kilometer östlich Le Mans'.
In den Zwischenkriegsjahren nutzte das französische Militär dieses Areal auch fliegerisch und der „Aero-Club Le Mans“ wurde hier 1930 gegründet. Der zivile Flugverkehr nahm nicht zuletzt im Rahmen der 24-Stunden-Rennen, das erste wurde 1923 ausgetragen, kontinuierlich zu und so kam es ab November 1935 zum Entscheid des Baus des Flugplatzes an seinem heutigen Standort. Das Aérodrome des Raineries, so sein ursprünglicher Name, wurde in den Jahren 1936 bis 1938 erbaut und diente der Gesellschaft „Air Bleu“ als Zwischenstopp ihrer Linie Paris – Nantes.
Während der deutschen Besatzungszeit im Zweiten Weltkrieg diente er zunächst der Luftwaffe. Im Sommer 1940 war Le Mans zunächst Basis von Messerschmitt Bf 110-Zerstörern. Hauptnutzer war zwischen Mai und September 1940 die II. Gruppe des Zerstörergeschwaders 76 (II./ZG 76), seit Juni jedoch lediglich als vorgeschobene Einsatzbasis. In der zweiten Junihälfte lagen hier auch vorübergehend große Teile des Jagdgeschwaders 3 mit ihren Messerschmitt Bf 109E.
Nach einigen Monaten relativer Ruhe verlegten Mitte Januar 1941 erneut Bf 109E nach Le Mans. Sie gehörten zum Stab des Jagdgeschwader 54 (JG 54), der hier bis Ende März 1941 stationiert war. Hinzu kamen von Anfang Februar bis Anfang März noch für eine Woche die II. und anschließend für drei Wochen die III. Gruppe des JG 54.
Anschließend kam es erst am Tag des Beginns der alliierten Invasion in der Normandie zu einer kurzzeitigen Reaktivierung. Die Bf 109G des II. Gruppe des Jagdgeschwaders 53 (II./JG 53) lagen hier lediglich für 24h. Letzter Nutzer wurde danach noch für einige Tage I. Gruppe des Jagdgeschwaders 1 (I./JG 1), die mit Focke-Wulf Fw 190A ausgerüstet war. Die deutschen Truppen evakuierten den Flugplatz Anfang August 1944.
Nach Beginn der Alliierten Invasion legte die Luftwaffe bei Beillé, zirka 30 km ostnordöstlich des Flugplatzes Le Mans, einen Feldflugplatz an, einziger deutscher Nutzer war die mit Fw 190A ausgerüstete I. Gruppe des Jagdgeschwaders 11 (I./JG 11), die diesen Feldflugplatz zwischen Mitte Juni und Ende Juli 1944 genutzt hat.
Nach der Befreiung nutzten die United States Army Air Forces (USAAF) den Flugplatz Raineries zunächst als Advanced Landing Ground ALG A-35 militärisch weiter, er wurde in dieser Zeit noch einmal Ziel eines deutschen Luftangriffs. Zunächst nutzten ihn die Republic P-47 der 36th Fighter Group der Ninth Air Force im August/September 1944 und anschließend operierte die 440th Troop Carrier Group bis November 1944 von Le Mans-Raineries aus.
Auch Beillé wurde von den Amerikanern genutzt, als Advanced Landing Ground ALG A-49. Daneben errichteten die US-Streitkräfte ab Mitte August 1944 einige weitere temporäre Flugplätze im Raum Le Mans. 
Diese befanden sich in 
- Louplande (Advanced Landing Ground ALG A-36)
- La Chapelle-Saint-Remy (Advanced Landing Ground ALG A-37)
- Neuville-sur-Sarthe (Advanced Landing Ground ALG A-38)
- Saint Jean d'Assé (Advanced Landing Ground ALG A-43)
- Saint Aignan/Courcival (Advanced Landing Ground ALG A-44)[3].

Nach dem Krieg wurde der Aérodrome des Raineries wieder zivil genutzt. Kommerzieller Luftverkehr fand jedoch in den ersten Jahrzehnten kaum statt, lediglich ab 1967 gab es eine Flugverbindung ins ostwestfälische Paderborn, einer Patenstadt von Le Mans.
Im Jahr 1971 erhielt der Flugplatz eine befestigte Start- und Landebahn und wurde in Flughafen Le Mans umbenannt. Die auf dem Flughafen Le Bourget beheimatete Gesellschaft „G.M.T Airlines“ führte in den 1970er Jahren zwei tägliche Verbindungen mit Beechcraft-Queen-Air-Flugzeugen durch. In den 1980er Jahren stellten andere Gesellschaften die Verbindung in die Hauptstadt sicher. Die Ankunft des TGV in Nantes 1989 bedeutete jedoch das Ende des Linienverkehrs nach Paris, und auch die Verbindung nach Paderborn wurde in den 1990er Jahren eingestellt.